# Kirchenbezirk Ditzingen
Der Evangelische Kirchenbezirk Ditzingen war einer der Kirchenbezirke bzw. Kirchenkreisen der Evangelischen Landeskirche in Württemberg. Zum 1. Januar 2020 fusionierte er mit dem bisherigen Kirchenbezirk Vaihingen an der Enz zum neuen Evangelischen Kirchenbezirk Vaihingen-Ditzingen. Sein Gebiet ist deckungsgleich mit dem Dekanat Ditzingen.

## Geografie
Der Kirchenbezirk Ditzingen liegt im Nordwesten der württembergischen Landeskirche. Sein Gebiet umfasst überwiegend das Strohgäu.

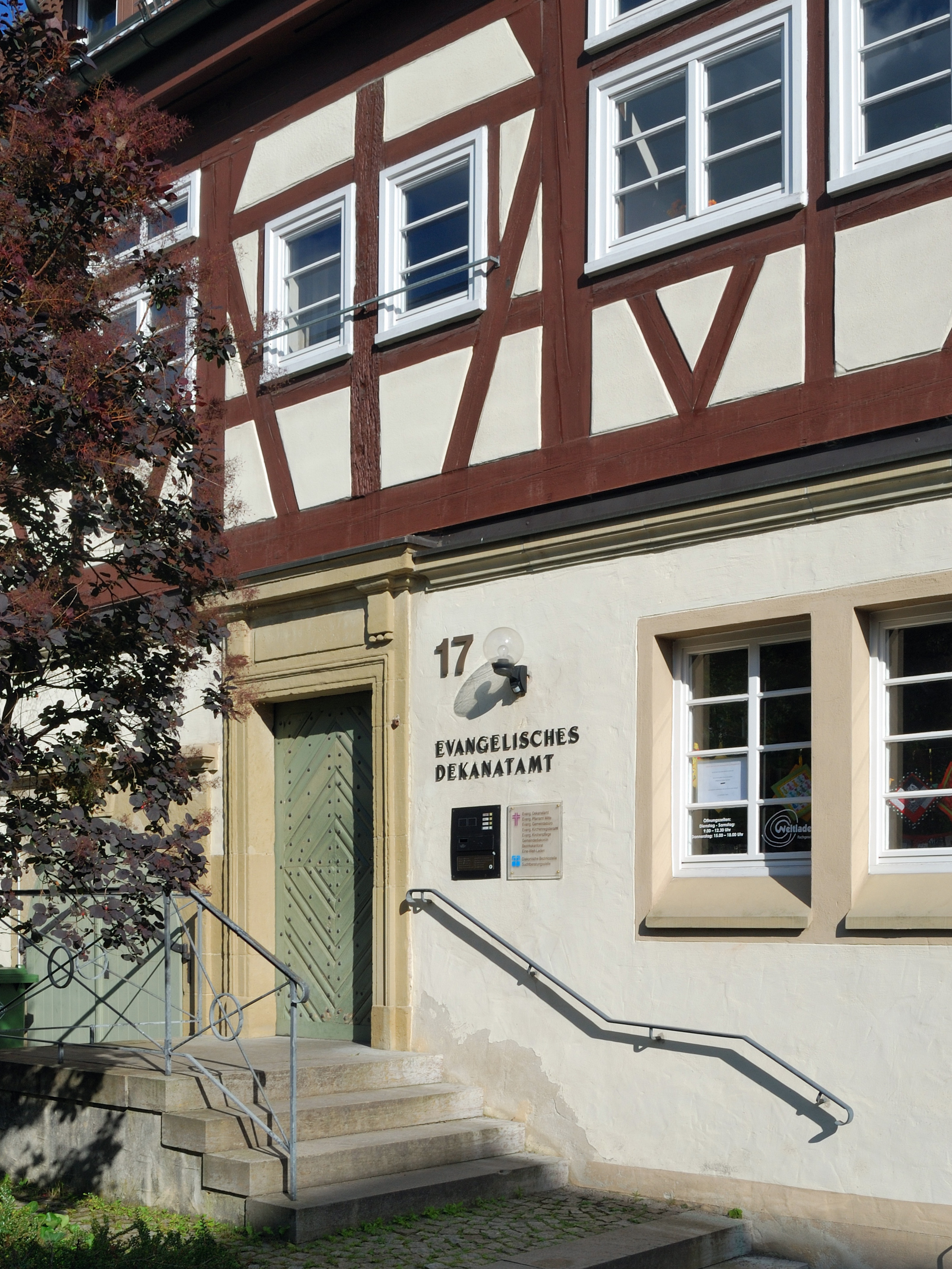
Dekanatamt in Ditzingen

### Nachbarkirchenbezirke
Der Kirchenbezirk Ditzingen grenzte an folgende Kirchenbezirke (im Uhrzeigersinn beginnend im Westen): Mühlacker (Prälatur Heilbronn), Vaihingen an der Enz, Ludwigsburg und Kirchenkreis Stuttgart (ehem. Kirchenbezirk Zuffenhausen, alle Prälatur Stuttgart) sowie Leonberg (Prälatur Reutlingen).

## Geschichte
Im Gegensatz zu den meisten Dekanaten der württembergischen Landeskirche, die schon bald nach der Reformation errichtet wurden, ist der Kirchenbezirk Ditzingen eine Neugründung aus den 1970er Jahren. Infolge des Einwohnerzuwachses im Raum Stuttgart wurden damals neue Kirchenbezirke gegründet, darunter auch der Kirchenbezirk Ditzingen. Er wurde am 1. Januar 1978 aus 11 Kirchengemeinden des nördlichen Kirchenbezirks Leonberg und zwei Kirchengemeinden (Markgröningen und Schwieberdingen) des südlichen Kirchenbezirks Ludwigsburg innerhalb der Prälatur Stuttgart gebildet und umfasste vor der Fusion mit dem Kirchenbezirk Vaihingen zum neuen Kirchenbezirk Vaihingen-Ditzingen am 1. Januar 2020 noch 10 Kirchengemeinden, von denen zwei, die Gesamtkirchengemeinde Gerlingen und die Verbundkirchengemeinde Münchingen-Kallenberg, aus je zwei Gemeinden bestehen. Von 1992 bis 2003 gehörte der Kirchenbezirk Ditzingen zur Prälatur Ludwigsburg, seither wieder zu Stuttgart.

## Leitung des Kirchenbezirks
Die Leitung des Kirchenbezirks obliegt der Bezirkssynode, dem Kirchenbezirksausschuss (KBA) und dem Dekan bzw. der Dekanin.

### Dekane des Kirchenbezirks Ditzingen
- 1978–1994 Manfred Neun (* 1931)
- 1994–2000 Walther Strohal (* 1948, † 2021)
- 2000–2012 Elisabeth Hege (* 1959)
- seit 2013 Friedrich Zimmermann

## Kirchengemeinden
Im Kirchenbezirk Ditzingen gab es zuletzt insgesamt 10 Kirchengemeinden. Darunter haben sich je zwei Kirchengemeinden (Gerlingen mit Petrus/Lukas und Matthäus zur Gesamtkirchengemeinde Gerlingen und Münchingen mit Kallenberg zur Verbundkirchengemeinde Münchingen-Kallenberg) vereinigt, bleiben jedoch weiterhin selbständig. Als Besonderheit lag auf dem Gebiet des Kirchenbezirks Ditzingen auch die Evangelische Brüdergemeinde Korntal, eine 1819 von Pietisten gegründete unabhängige evangelische Gemeinde, die mit der Evangelischen Landeskirche in Württemberg jedoch einen Vertrag abgeschlossen hat, wonach landeskirchliche Gemeindeglieder in Korntal entsprechend ihrem Wohnort auch vom jeweiligen Pfarrer der Brüdergemeinde seelsorgerlich betreut werden, auch wenn sie selbst nicht Mitglied der Brüdergemeinde sind. Alle Kirchengemeinden gehörten zu den politischen Städten und Gemeinden Ditzingen, Gerlingen, Hemmingen, Korntal-Münchingen, Markgröningen und Schwieberdingen des Landkreises Ludwigsburg.
Mehrere Kirchengemeinden bildeten zusammen einen von vier Distrikten. Diese sind lose regionale Zusammenschlüsse von Kirchengemeinden, die oft eine gemeinsame Geschichte haben und in verschiedenen Bereichen kooperieren. Eine besondere Vertretung haben die Distrikte nicht. Die Kirchengemeinden eines Distrikts organisieren zum Beispiel gemeinsame Gottesdienste, Tagungen, Seminare und Projekte. Außerdem tauschen sich die Pfarrer eines Distrikts aus und können sich dadurch gegenseitig entlasten.
Zum Distrikt Nord gehörten die Kirchengemeinden Hemmingen, Markgröningen und Schwieberdingen, zum Distrikt Ditzingen die Kirchengemeinden Ditzingen, Heimerdingen, Hirschlanden und Schöckingen, zum Distrikt Korntal die Kirchengemeinden Korntal und Münchingen-Kallenberg und zum Distrikt Gerlingen die zwei Gerlinger Gemeinden der Petrus-/Lukaskirchen und Matthäuskirche.

### Kirchengemeinde Ditzingen

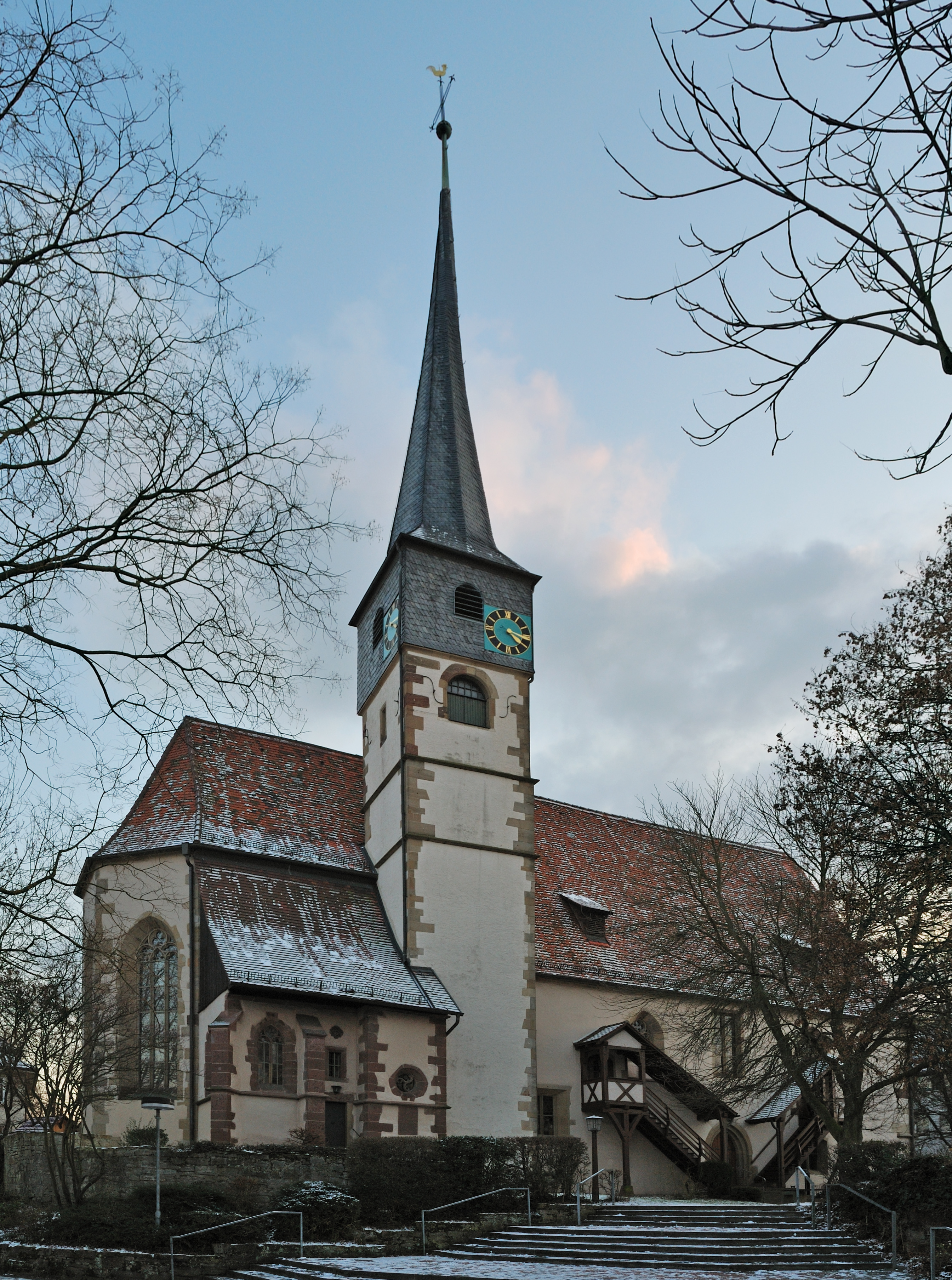
Konstanzer Kirche in Ditzingen

Die Kirchengemeinde Ditzingen umfasst die Kernstadt von Ditzingen.
Ditzingen lag ursprünglich an der Grenze der Bistümer Konstanz und Speyer, die durch den Fluss Glems gebildet wurde. Daher hatte Ditzingen ursprünglich auch zwei Pfarrkirchen, die Konstanzer Kirche und die Speyrer Kirche. Nach Einführung der Reformation wurde die Konstanzer Kirche die evangelische Hauptkirche des Ortes. Die Speyrer Kirche war bereits 1347 vom Bischof dem Dominikanerinnenkloster Pforzheim übergeben und 1565 von Württemberg erworben worden. Sie diente nach der Reformation als Friedhofskirche. Nach Errichtung des Dekanats Ditzingen 1978 wurde die Konstanzer Kirche in Ditzingen zur Dekanatskirche.

### Gesamtkirchengemeinde Gerlingen
Die Gesamtkirchengemeinde Gerlingen umfasst die Stadt Gerlingen. Sie wurde durch Bekanntmachung des Oberkirchenrats vom 4. Januar 1965 gebildet, als die bis dahin alleinige Kirchengemeinde Gerlingen in die drei Teilkirchengemeinden, Lukaskirchengemeinde Gerlingen, Matthäuskirchengemeinde Gerlingen und Petruskirchengemeinde Gerlingen aufgeteilt und diese gleichzeitig in der neu errichteten Gesamtkirchengemeinde Gerlingen zusammengeschlossen wurden. Das Kultusministerium hatte die Gesamtkirchengemeinde Gerlingen und deren Teilkirchengemeinden mit Schreiben vom 26. November 1964 als Körperschaften des öffentlichen Rechts anerkannt. Zum 1. Advent 2019 schlossen sich die beiden Kirchengemeinden Petruskirche und Lukaskirche zur neuen Evangelischen Kirchengemeinde Petrus und Lukas Gerlingen zusammen. Sie ist mit 5500 Gemeindegliedern die mit Abstand größte Kirchengemeinde im Kirchenbezirk Vaihingen-Ditzingen. Gemeinsam mit der Evangelischen Matthäusgemeinde bildet sie die Evangelische Gesamtkirchengemeinde Gerlingen.

#### Kirchengemeinde Petrus und Lukas Gerlingen

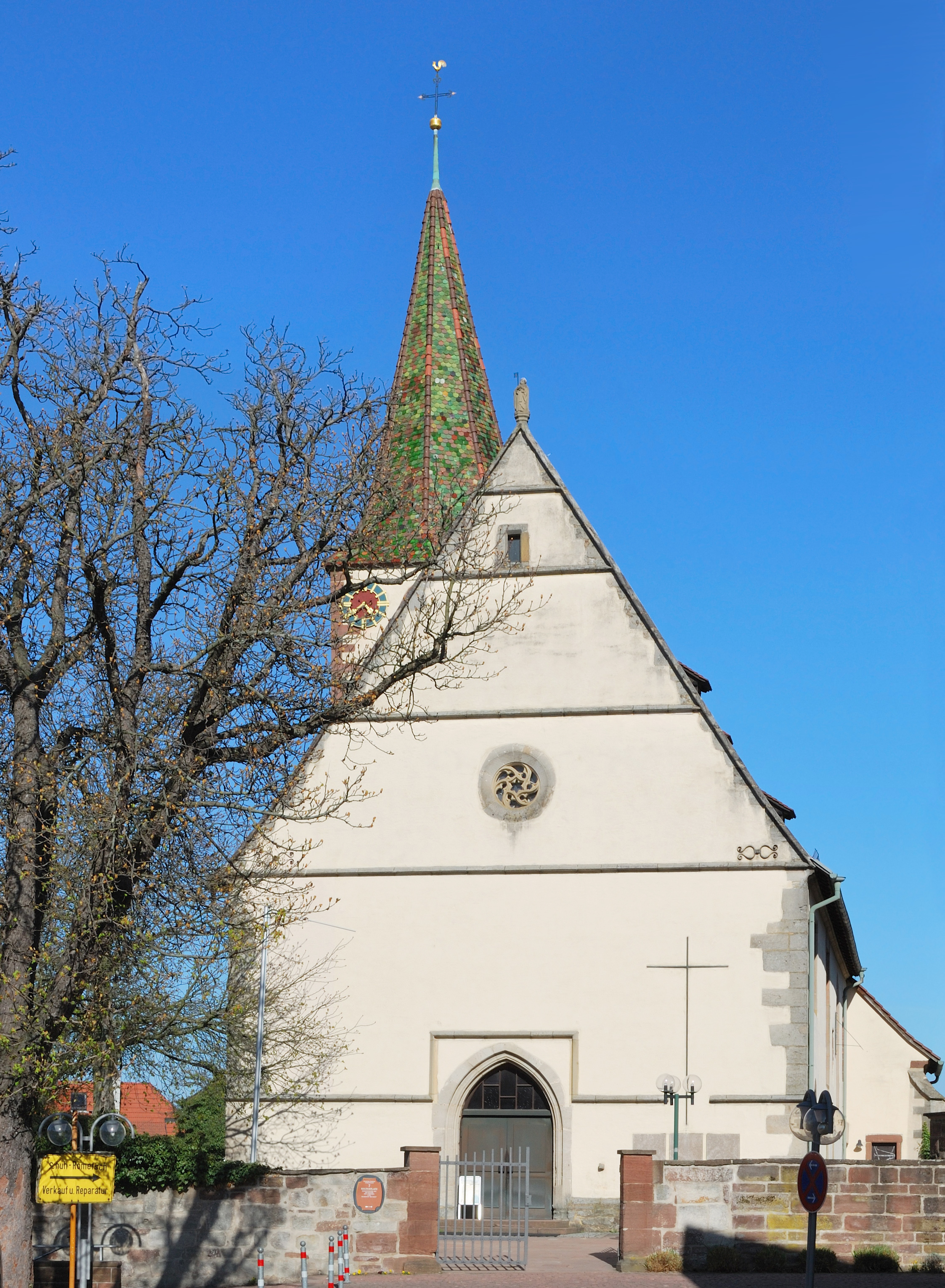
Petruskirche in Gerlingen

Die bisherige Petruskirchengemeinde war die Kirchengemeinde Alt-Gerlingens. Die Petruskirche wurde ab 1463 erbaut, doch wurde bereits 1275 eine Kirche in Gerlingen erwähnt. An der südlichen Außenmauer der Sakristei befinden sich die Schillergräber. Hier liegen die jüngste Schwester und der Vater Friedrich Schillers, die beide 1796 gestorben sind, begraben. Diese Petruskirchengemeinde wurde durch Bekanntmachung des Oberkirchenrats vom 4. Januar 1965 gebildet, als die bis dahin alleinige Kirchengemeinde Gerlingen in drei Teilkirchengemeinden aufgeteilt und diese gleichzeitig in der neu errichteten Gesamtkirchengemeinde Gerlingen zusammengeschlossen wurden. Sie ging zum 1. Advent 2019 in der neuen Kirchengemeinde Petrus und Lukas Gerlingen auf.

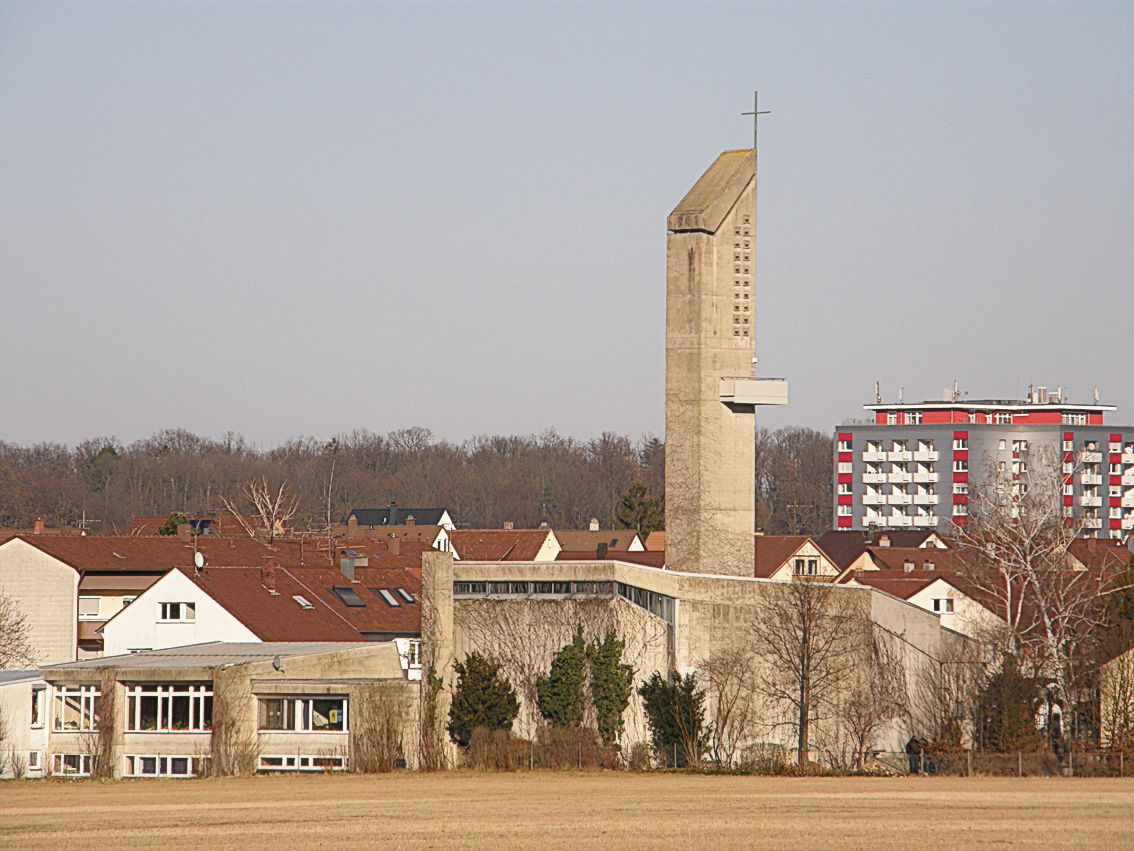
Evang. Lukaskirche Gerlingen

Die bisherige Lukaskirchengemeinde Gerlingen umfasste im Wesentlichen den Stadtteil Gehenbühl der Stadt Gerlingen, der in den 1950er und 1960er Jahren entstanden war und direkt an der Stadtgrenze zu Stuttgart liegt. Diese Lukaskirchengemeinde wurde durch Bekanntmachung des Oberkirchenrats vom 4. Januar 1965 gebildet, als die bis dahin alleinige Kirchengemeinde Gerlingen in drei Teilkirchengemeinden aufgeteilt und diese gleichzeitig in der neu errichteten Gesamtkirchengemeinde Gerlingen zusammengeschlossen wurden. Sie ging zum 1. Advent 2019 in der neuen Kirchengemeinde Petrus und Lukas Gerlingen auf. Die Lukaskirche wurde 1967 erbaut.

#### Matthäuskirchengemeinde Gerlingen

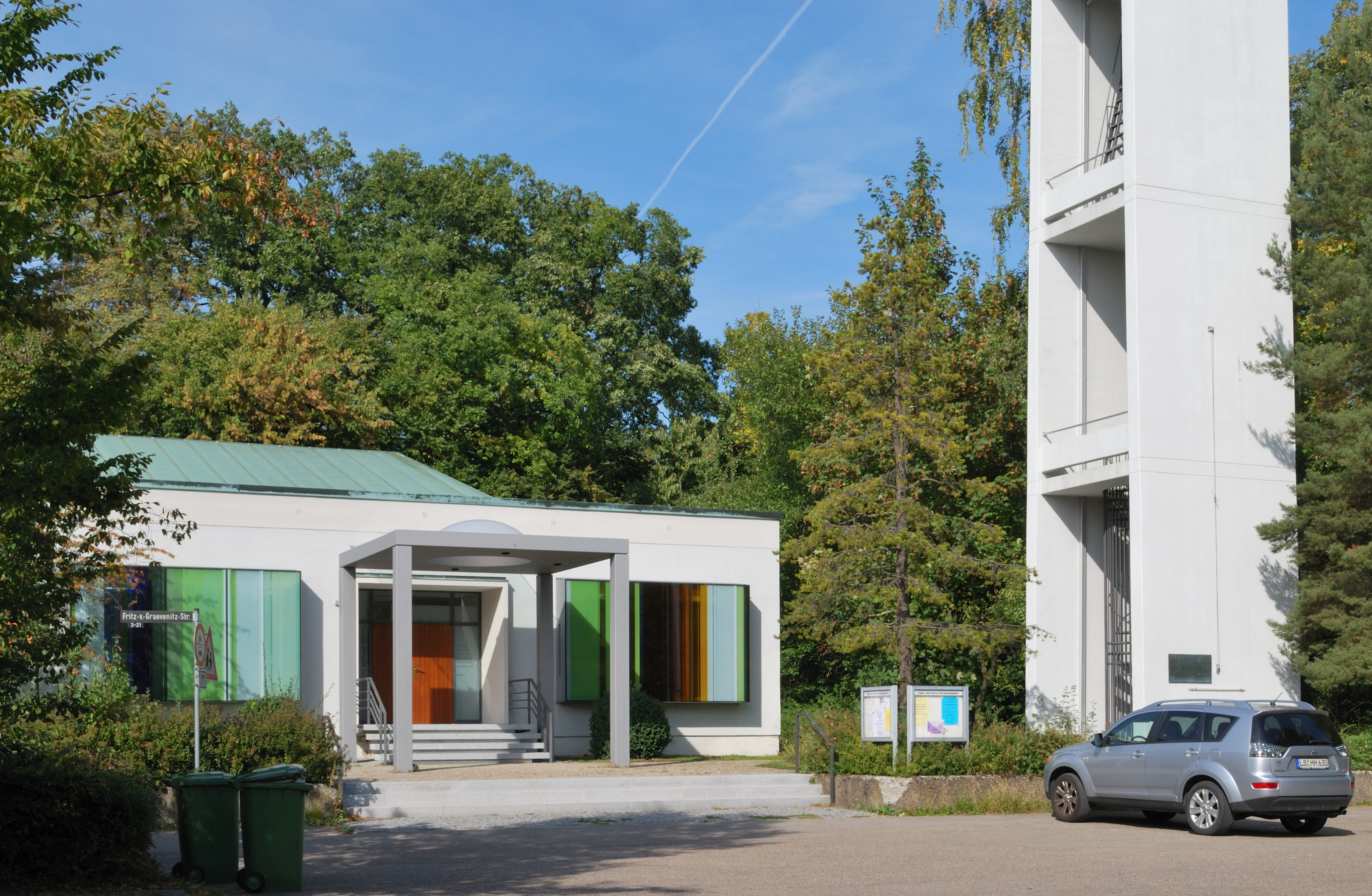
Matthäuskirche in Gerlingen

Die Matthäuskirchengemeinde Gerlingen umfasst im Wesentlichen die Stadtteile bzw. Wohnsiedlungen Forchenrain, Schillerhöhe und Waldsiedlung der Stadt Gerlingen. Die heutige Matthäuskirchengemeinde wurde durch Bekanntmachung des Oberkirchenrats vom 4. Januar 1965 gebildet, als die bis dahin alleinige Kirchengemeinde Gerlingen in drei Teilkirchengemeinden aufgeteilt und diese gleichzeitig in der neu errichteten Gesamtkirchengemeinde Gerlingen zusammengeschlossen wurden. Die Matthäuskirche wurde 1967 erbaut. Zur Matthäuskirchengemeinde gehörte auch das Klinikpfarramt auf der Schillerhöhe.

### Kirchengemeinde Heimerdingen

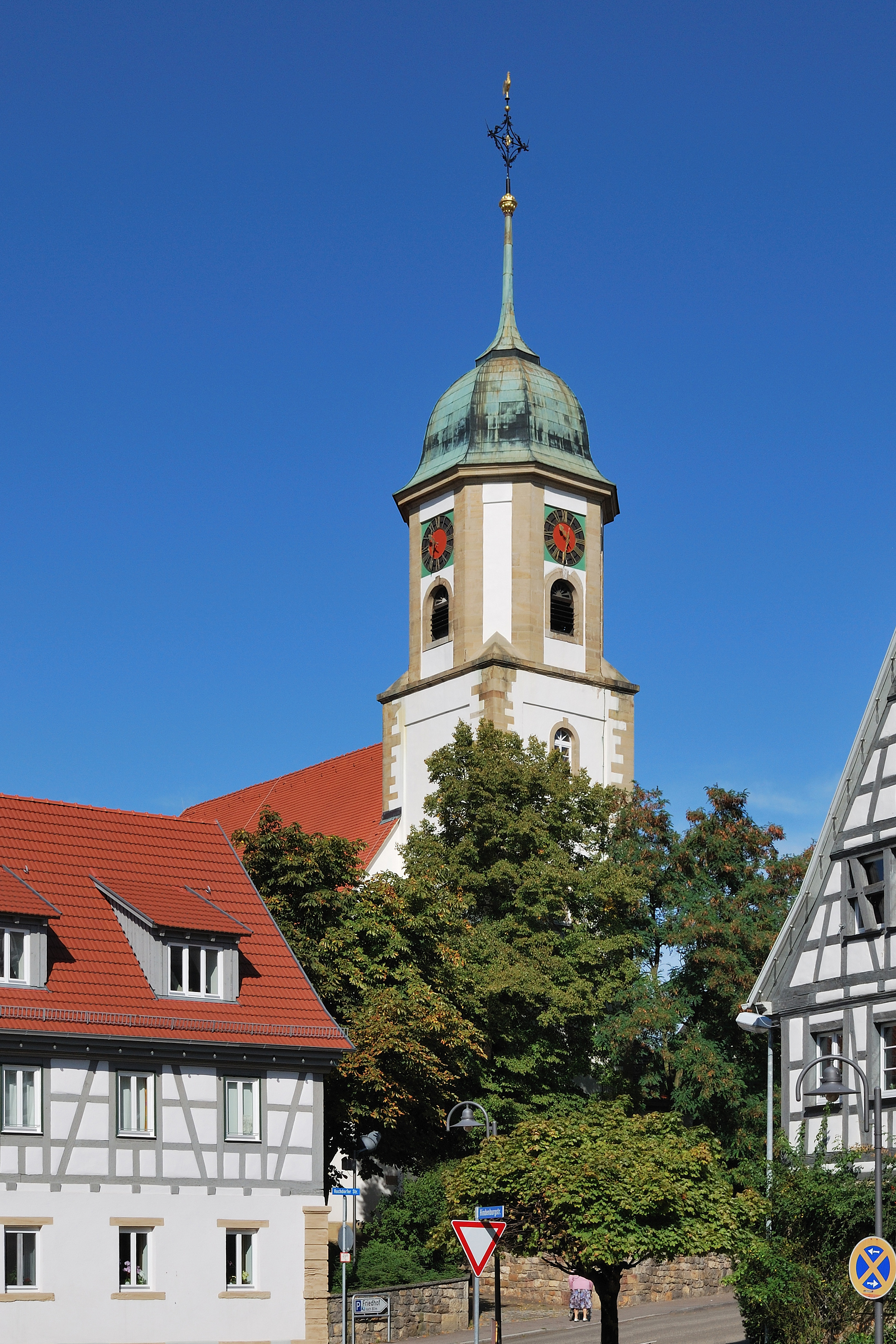
Peter-und-Paul-Kirche in Heimerdingen

Die Kirchengemeinde Heimerdingen umfasst den gleichnamigen Stadtteil von Ditzingen. Die Peter und Paul-Kirche ist vermutlich eine Gründung des Klosters Weißenburg im Elsass, zu dem sie im 9. Jahrhundert gehörte. Die heutige Kirche wurde jedoch erst 1777 nach dem Brand (1776) der Vorgängerkirche von 1484 erbaut. Der Turm misst 36 Meter. Ihn krönt eine so genannte „welsche Haube“ mit einem vergoldeten Turmkreuz und Turmhahn. Der Innenraum zeigt eine Hallenkirche ohne Chor, der seine heutige Gestalt erst nach der Renovierung von 1964 erhielt.

### Kirchengemeinde Hemmingen

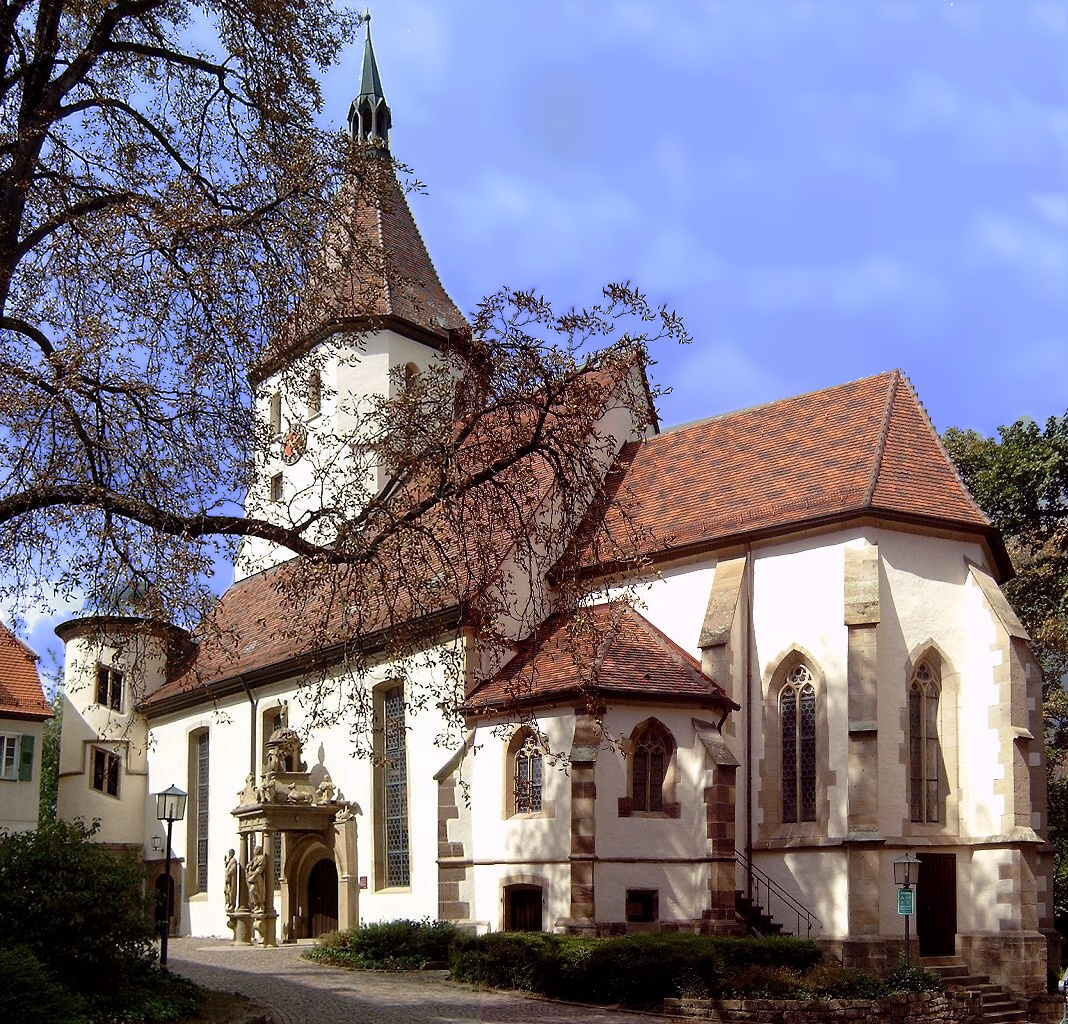
Laurentiuskirche in Hemmingen

Die Kirchengemeinde Hemmingen umfasst die gleichnamige Gemeinde Hemmingen.
Die Laurentiuskirche geht in ihren ältesten Teilen in den unteren Turmmauern bis ins 12. Jahrhundert zurück. Um 1330 wurde die Kirche durch einen gotischen Chor mit kreuzgewölbtes Joch erweitert. Um 1520 wurde eine spätgotische Sakristei angebaut. In den Jahren bis 1600 wurde die Kirche nach Süden verbreitert. Sie erhielt dann ein prächtiges Portal unter anderem mit Vollplastiken des Petrus und Paulus. 1785 wurde die Kirche klassizistisch nach Norden erweitert, das Dach erhöht und der verbreiterten Kirche angepasst. 1856 erfolgte eine Neugestaltung durch Architekt Christoph Leins. In den Jahren 1956–1961 wurde die Kirche innen erneuert und dabei die mittelalterliche Malereien im Chor freigelegt.

### Kirchengemeinde Hirschlanden

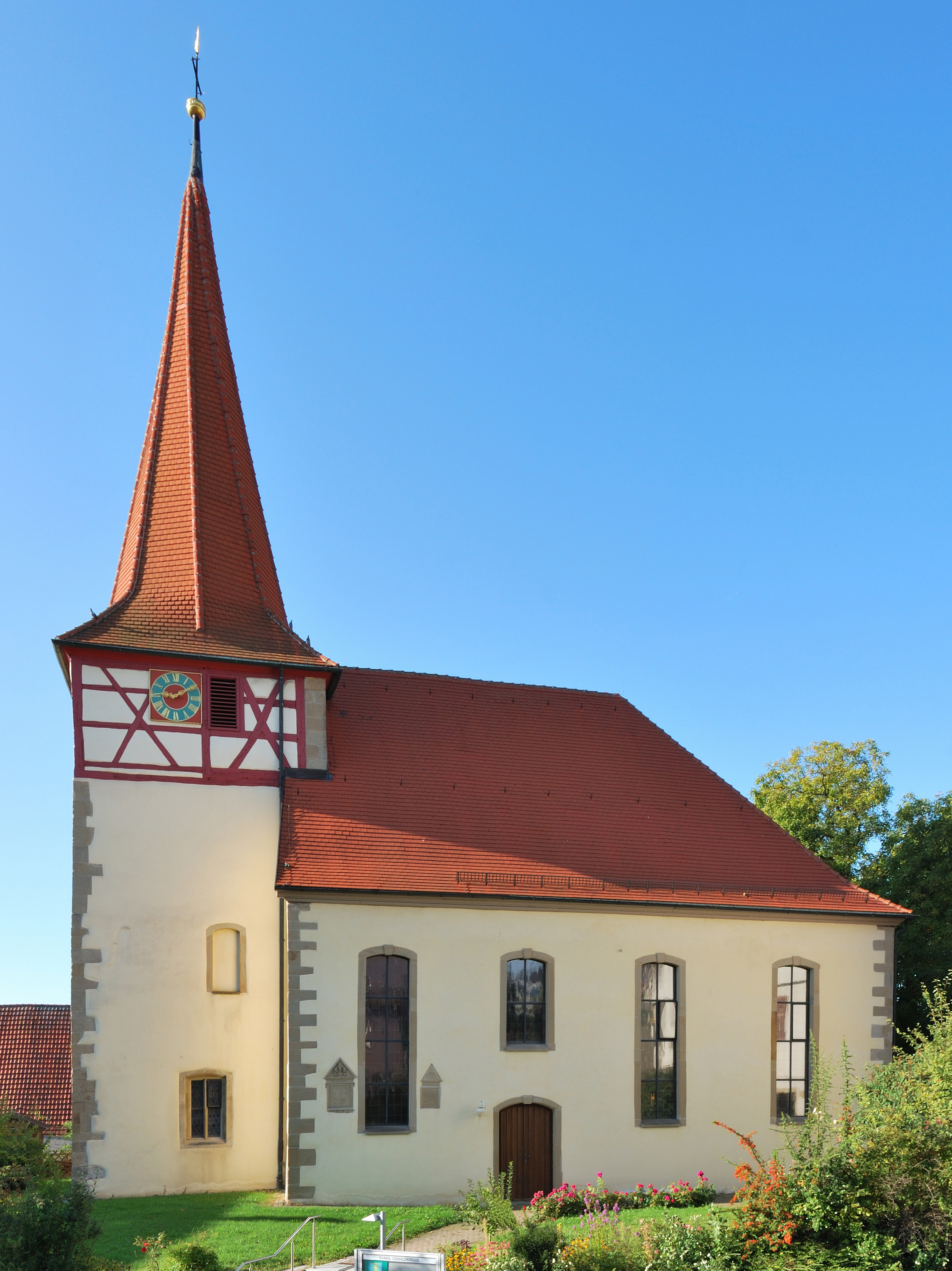
Oswaldkirche Hirschlanden

Die Kirchengemeinde Hirschlanden umfasst den gleichnamigen Stadtteil von Ditzingen.
In Hirschlanden wurde 786 erstmals eine Kirche erwähnt. Der Name St. Oswald ist 1485 erstmals belegt. Nach mehreren Umbauten wurde das heutige Kirchenschiff im Jahr 1748 neu errichtet. 1962 und nochmals 1996 wurde die Kirche umgebaut und renoviert.
Die Kirchengemeinde unterhält einen Kindergarten an der Lindenstraße, und das „Hirschlander Lädle“ (einen Zweite-Hand-Laden für Kinderkleider mit Kinderbetreuung) sowie einen Eine-Welt-Laden mit Teestube.

### Kirchengemeinde Korntal

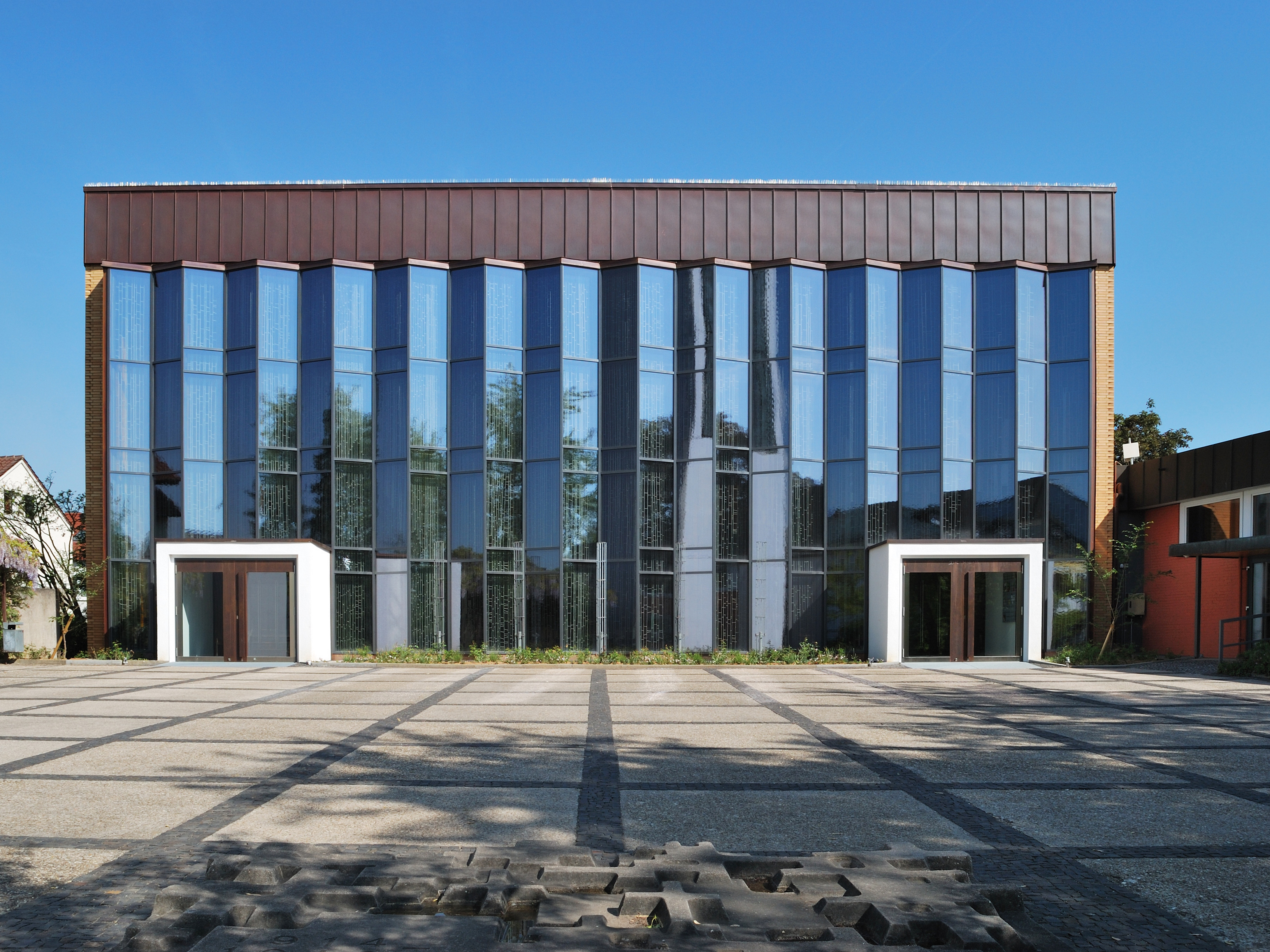
Christuskirche in Korntal

Die Kirchengemeinde Korntal umfasst den gleichnamigen Stadtteil von Korntal-Münchingen.
Korntal wurde 1819 als pietistische Gemeinde unter dem Namen „Evangelische Brüdergemeinde Korntal“ gegründet. Sie erhielt mehrere Privilegien und verwaltete sämtliche Angelegenheiten eigenständig. Die Gemeinde gehörte daher auch nicht zur württembergischen Landeskirche. Nach Korntal zuziehen konnten zunächst nur Mitglieder der Brüdergemeinde. Mit der Gründung des Deutschen Reichs 1871 wurden die Korntaler Sonderrechte zum Großteil aufgehoben, das heißt, es konnten dann auch Nichtmitglieder der Brüdergemeinde zuziehen. So entwickelte sich stetig eine kleine landeskirchliche Gemeinde, die aber zunächst von der Nachbargemeinde Weilimdorf betreut wurde. Die Gründung einer eigenen landeskirchlichen Gemeinde führte erst in den 1950er Jahren zum Erfolg. Am 23. März 1955 wurde die Evangelische Kirchengemeinde Korntal gegründet, nachdem das Kultusministerium die neue Kirchengemeinde mit Schreiben vom 17. März 1955 als Körperschaft des öffentlichen Rechts anerkannt hatte. Seither bestehen in Korntal zwei eigenständige Körperschaften nebeneinander. Die landeskirchliche Gemeinde erhielt 1957 eine eigene Pfarrei und erbaute sich 1958 bis 1959 die Christuskirche. Eine zweite Pfarrei wurde 1959 gegründet. Mit der Brüdergemeinde Korntal wurden mehrere Verträge abgeschlossen, die den Umgang der evangelischen Bevölkerung mit den Mitgliedern der Brüdergemeinde regeln.

### Kirchengemeinde Markgröningen

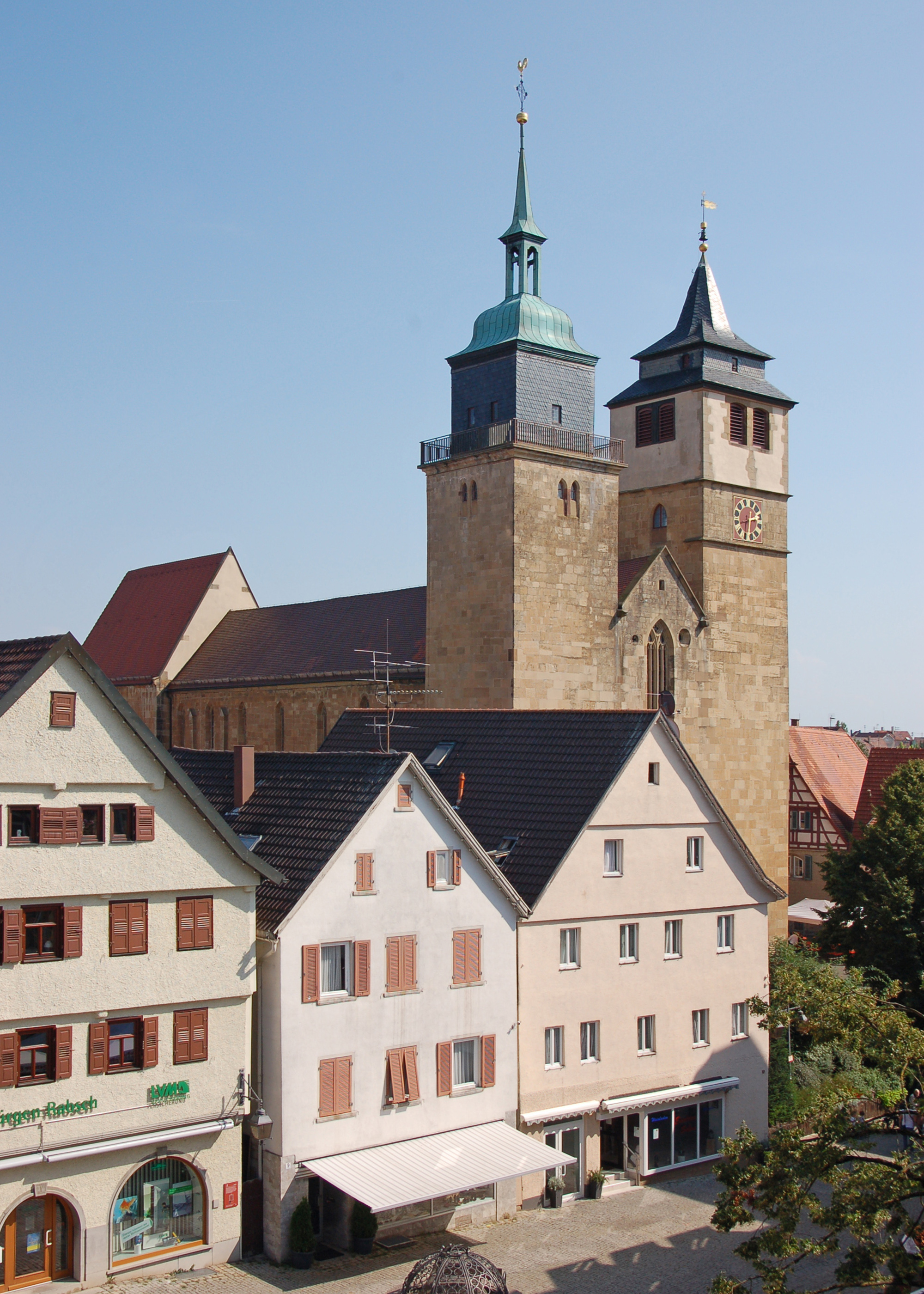
Bartholomäuskirche in Markgröningen

Die Kirchengemeinde Markgröningen umfasst die Kernstadt Markgröningens. Der Stadtteil Unterriexingen hat eine eigene Kirchengemeinde, die zum Kirchenbezirk Vaihingen an der Enz gehört.
Die Bartholomäuskirche ist eine gotische Gewölbebasilika, die nach dem Brand von 1277 im Wesentlichen zu Beginn des 14. Jahrhunderts neu erbaut wurde. Der Chor stammt von Aberlin Jörg. Die ehemalige Spitalkirche ist heute katholische Pfarrkirche. Zur Kirchengemeinde Markgröningen gehört auch das Klinikpfarramt Markgröningen.

### Verbundkirchengemeinde Münchingen-Kallenberg
Die Verbundkirchengemeinde Münchingen-Kallenberg besteht aus den beiden Kirchengemeinden Münchingen und Kallenberg.

#### Kirchengemeinde Münchingen

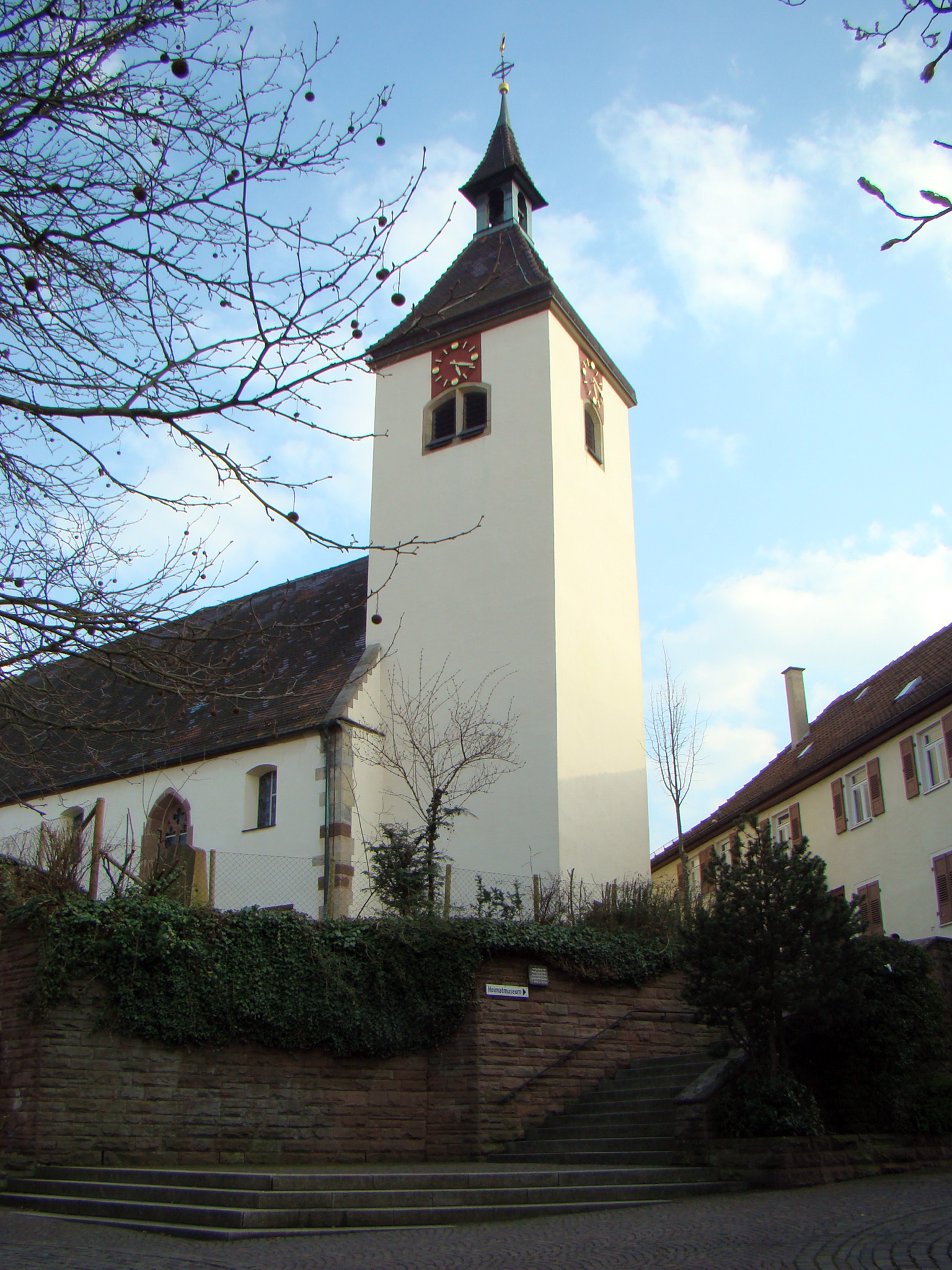
Johanneskirche in Münchingen

Die Kirchengemeinde Münchingen umfasst den gleichnamigen Stadtteil von Korntal-Münchingen. Die Johanneskirche ist eine Westturmanlage mit netzgewölbtem Chor. Sie wurde 1488 von Aberlin Jörg und Bernhard Sporer erbaut.
Bis 1969 gehörte auch die Siedlung Kallenberg zur Kirchengemeinde Münchingen.

#### Kirchengemeinde Kallenberg

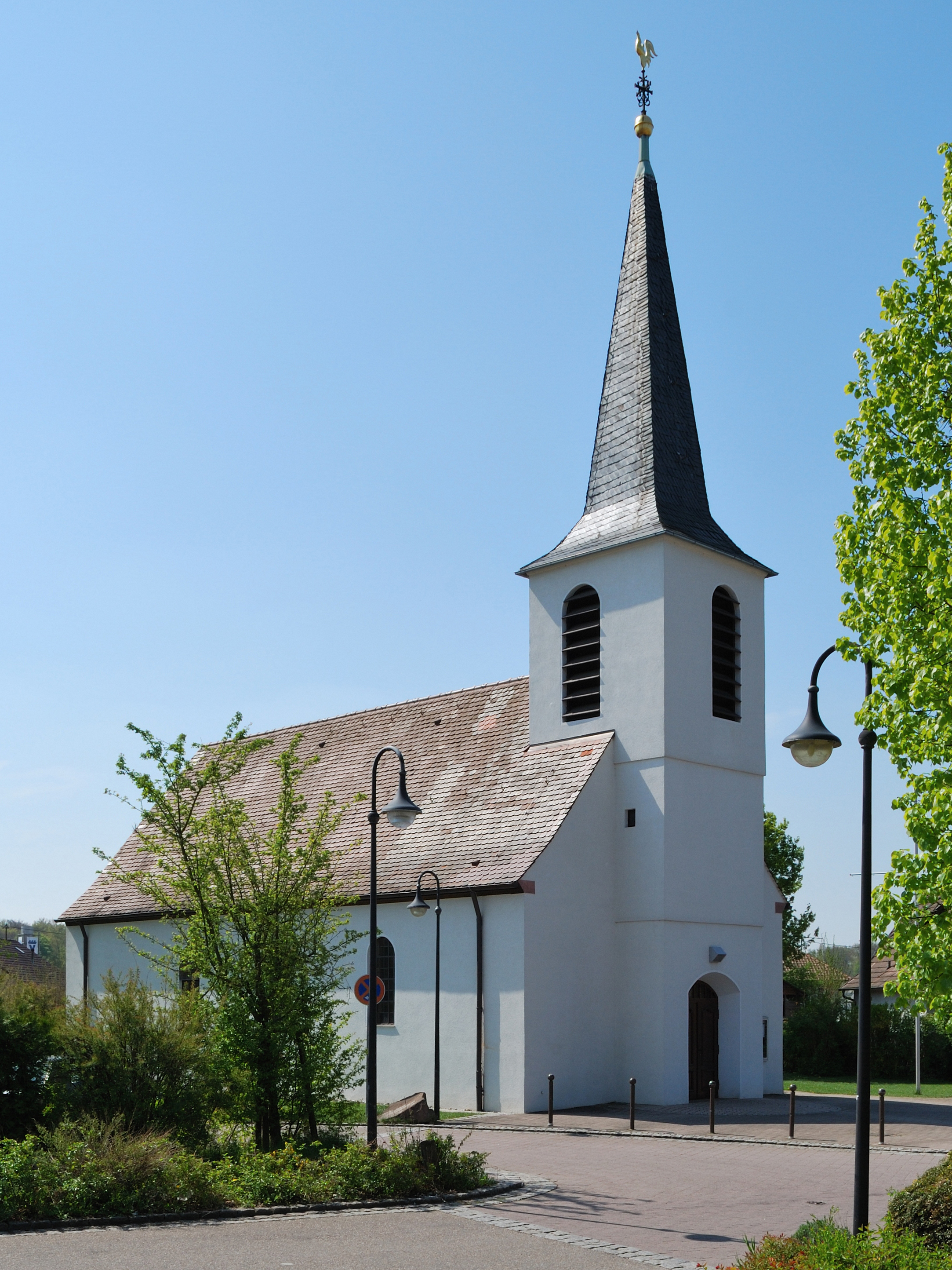
Emmaus-Kirche Kallenberg

Die Kirchengemeinde Kallenberg umfasst den gleichnamigen Stadtteil von Korntal-Münchingen. Der Stadtteil entstand in den 1950er Jahren an der Autobahn Stuttgart-Heilbronn. Für den jungen Stadtteil stiftete Dr. Helmut Votteler die Emmaus-Kirche, die 1956 in seinem Auftrag erbaut wurde. 1968 wurde an der Emmaus-Kirche eine eigene Pfarrei und mit Wirkung vom 1. Januar 1969 die selbständige Filialkirchengemeinde Münchingen-Kallenberg als Tochtergemeinde von Münchingen errichtet. Diese wurde 1995 in Kirchengemeinde Kallenberg umbenannt. Zuständiges Pfarramt ist das Pfarramt Kallenberg-Münchingen-Nord in der Kallenbergstrasse. 2020 wurde die Kirchengemeinde aufgelöst und mit Münchingen zur Verbundkirchengemeinde Münchingen-Kallenberg verbunden.

### Kirchengemeinde Schöckingen

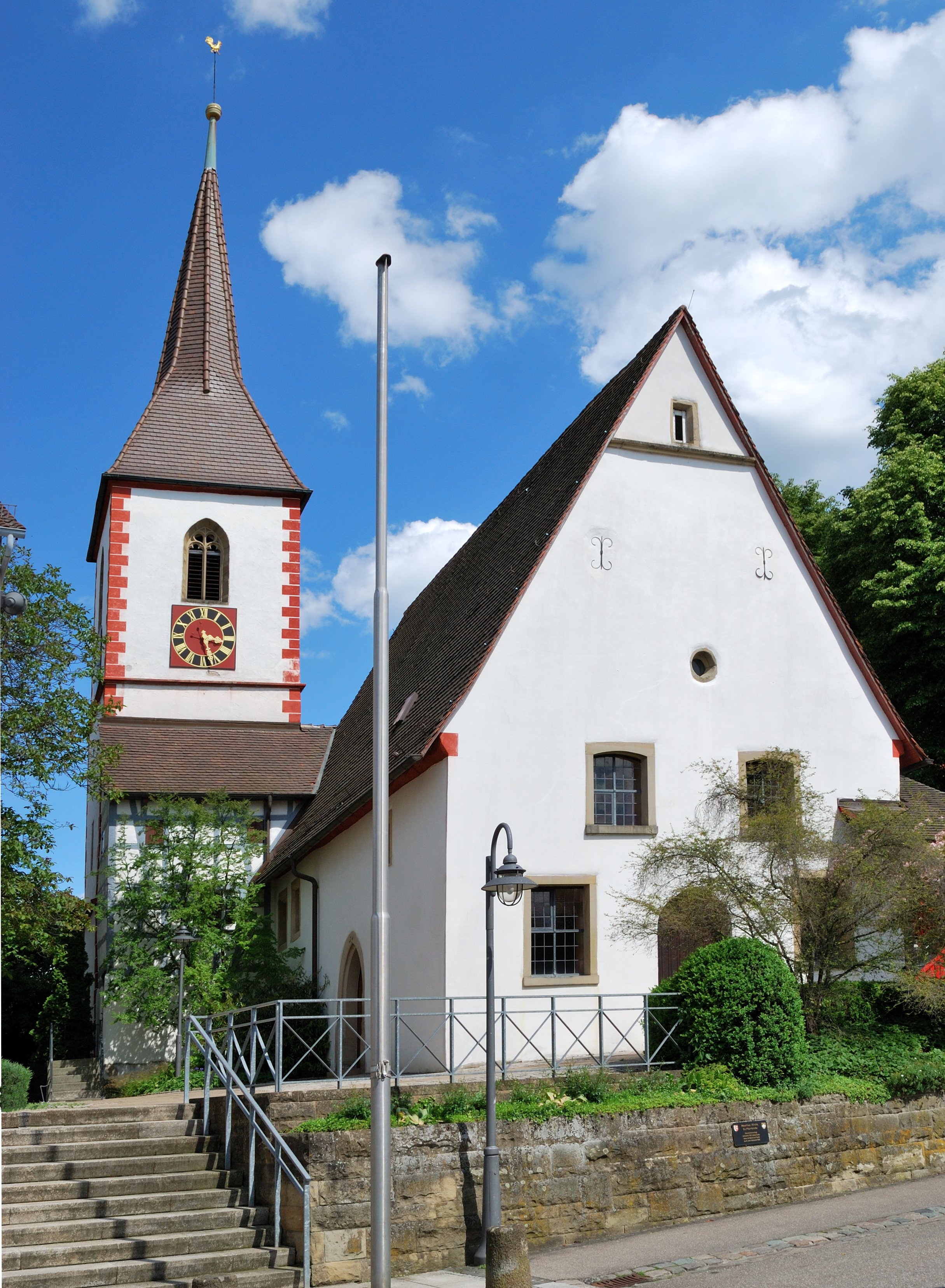
Mauritiuskirche in Schöckingen

Die Kirchengemeinde Schöckingen umfasst den gleichnamigen Stadtteil von Ditzingen.
Die früher dem Hl. Mauritius geweihte Kirche wurde 1267 als Kapelle erwähnt. Die heutige Kirche ist eine Chorturmanlage mit spätromanischen und spätgotischen Teilen. Sie enthält Grabmäler der Herren von Nippenburg und von Gaisberg aus dem 16. und 17. Jahrhundert.

### Kirchengemeinde Schwieberdingen

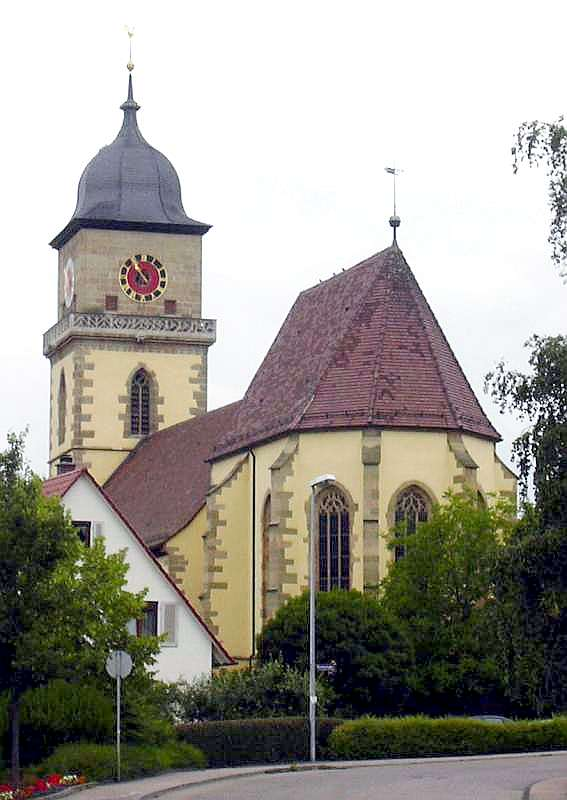
Evang. Georgskirche Schwieberdingen

Die Kirchengemeinde Schwieberdingen umfasst die gleichnamige Gemeinde Schwieberdingen.
Die Georgskirche wurde wohl im 14. Jahrhundert erbaut und im 15. Jahrhundert verändert. Der Chor wurde von Peter von Koblenz erbaut und im Jahr 1498 fertiggestellt. Die Kirche besitzt Grabdenkmäler der Herren von Nippenburg und andere aus dem 14. bis 16. Jahrhundert. 1996 wurde die Kirche vollständig außen und innen renoviert.

## Evangelische Brüdergemeinde Korntal
Siehe Ausführungen bei der Evangelischen Kirchengemeinde Korntal bzw. eigenen Hauptartikel.

## Archivquellen
- Bestand: Visitationsberichte.   Landeskirchliches Archiv Stuttgart. 1581–1822.   Signatur: A 1.
- Bestand: Kirchenvisitationsakten.   Hauptstaatsarchiv Stuttgart. ca. 1601–1840.   Signatur: A 281.
- Bestand: Ortsakten [mit Digitalisaten der Pfarrbeschreibungen und Pfarrberichte (darin u. a.: Chronik, Filialverhältnisse)].   Landeskirchliches Archiv Stuttgart. ca. 1550–1923.   Signatur: A 29.
- Bestand: Ortsakten [mit Digitalisaten der Pfarrberichte (darin u. a.: Filialverhältnisse)].   Landeskirchliches Archiv Stuttgart. ca. 1924–1966.   Signatur: A 129.
- Bestand: Ortsakten [mit Visitationsberichten].   Landeskirchliches Archiv Stuttgart. ca. 1967–1989.   Signatur: A 229.
- Archivgut: Dekanatsarchive.   Landeskirchliches Archiv Stuttgart.   Signatur: F-Bestände.
- Archivgut: Pfarrarchive.   Landeskirchliches Archiv Stuttgart.   Signatur: G-Bestände.